# Stribet hyæne
Den stribede hyæne (Hyaena hyaena) er et dyr i hyænefamilien. Dyret er det eneste medlem af slægten Hyaena. Den er nært beslægtet med den brune hyæne, der tidligere var klassificeret i samme slægt som denne art. Længden fra hoved til halerod er  110 centimeter, hertil kommer en hale på ca. 35 cm. Den vejer 30-40 kg. Hanner og hunner er omtrent lige store. Dyret lever i det nordlige Afrika, Mellemøsten og i dele af Indien. Den lever af ådsler, men kan også selv fange byttedyr fra insekter til harer samt spiser frugt og planter.